# Hoida mut
Hoida mut – сингл фінського співака Benjamin, випущений 12 січня 2023 року.

## Просування по службі
11 січня 2023 року було оголошено, що разом із Hoida mut Benjamin візьме участь в Uuden Musiikin Kilpailu, програмі відбору представника Фінляндії на щорічному пісенному конкурсі Євробачення. Наступного дня сингл було випущено в цифровому вигляді. На заході, який відбувся 25 лютого 2023 року, він посів останнє місце з 7 учасників, фінішувавши передостаннім у голосуванні журі та передостаннім у телеголосуванні.

## Чарти

### Місячні чарти
| Чарт (2022)                   | Найвища позиція |
| ----------------------------- | --------------- |
| Фінляндія (Musiikkituottajat) | 7               |